# Santuario de Nuestra Señora del Cabo Espichel

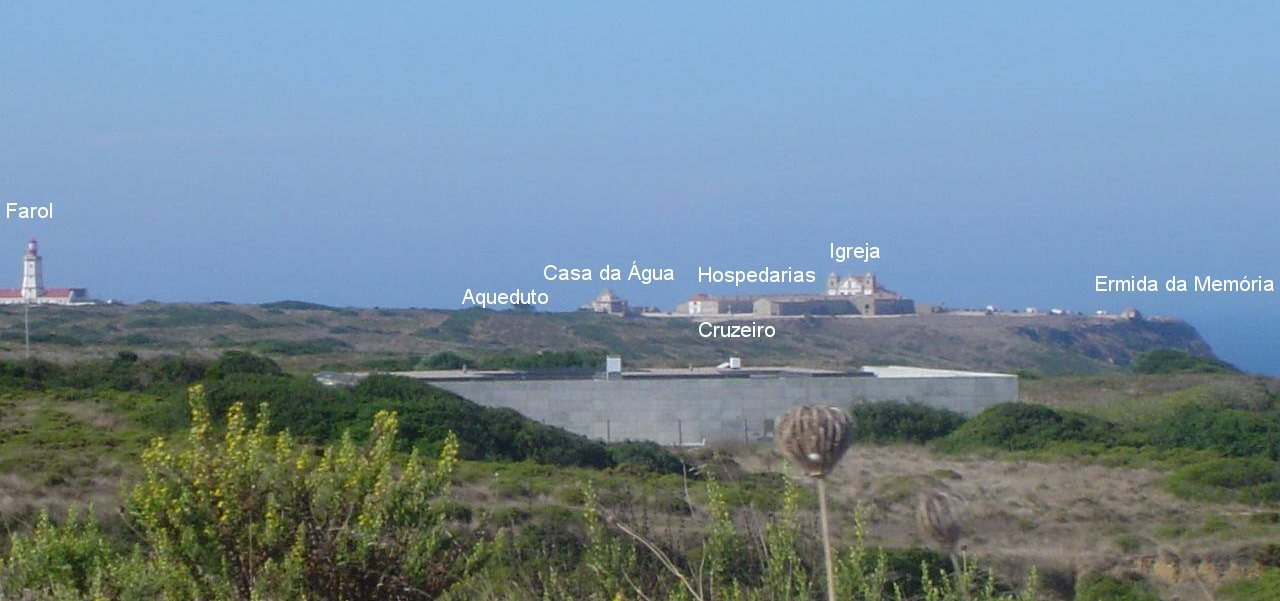
Vista del Cabo Espichel donde se enumeran las diferentes edificaciones pertenecientes al Santuario de Nuestra Señora del Cabo Espichel.

El Santuario de Nuestra Señora del Cabo Espichel o Santuario de Nuestra Señora de Pedra Mua (en portugués:Santuário de Nossa Senhora do Cabo Espichel o Santuário de Nossa Senhora da Pedra Mua) es un conjunto arquitectónico religioso situado en el Cabo Espichel en la freguesia de Castelo, municipio de Sesimbra, Distrito de Setúbal, Portugal. El origen del santuario se remonta al siglo XV aunque las edificaciones que actualmente se pueden ver son del siglo XVIII.

## Edificaciones

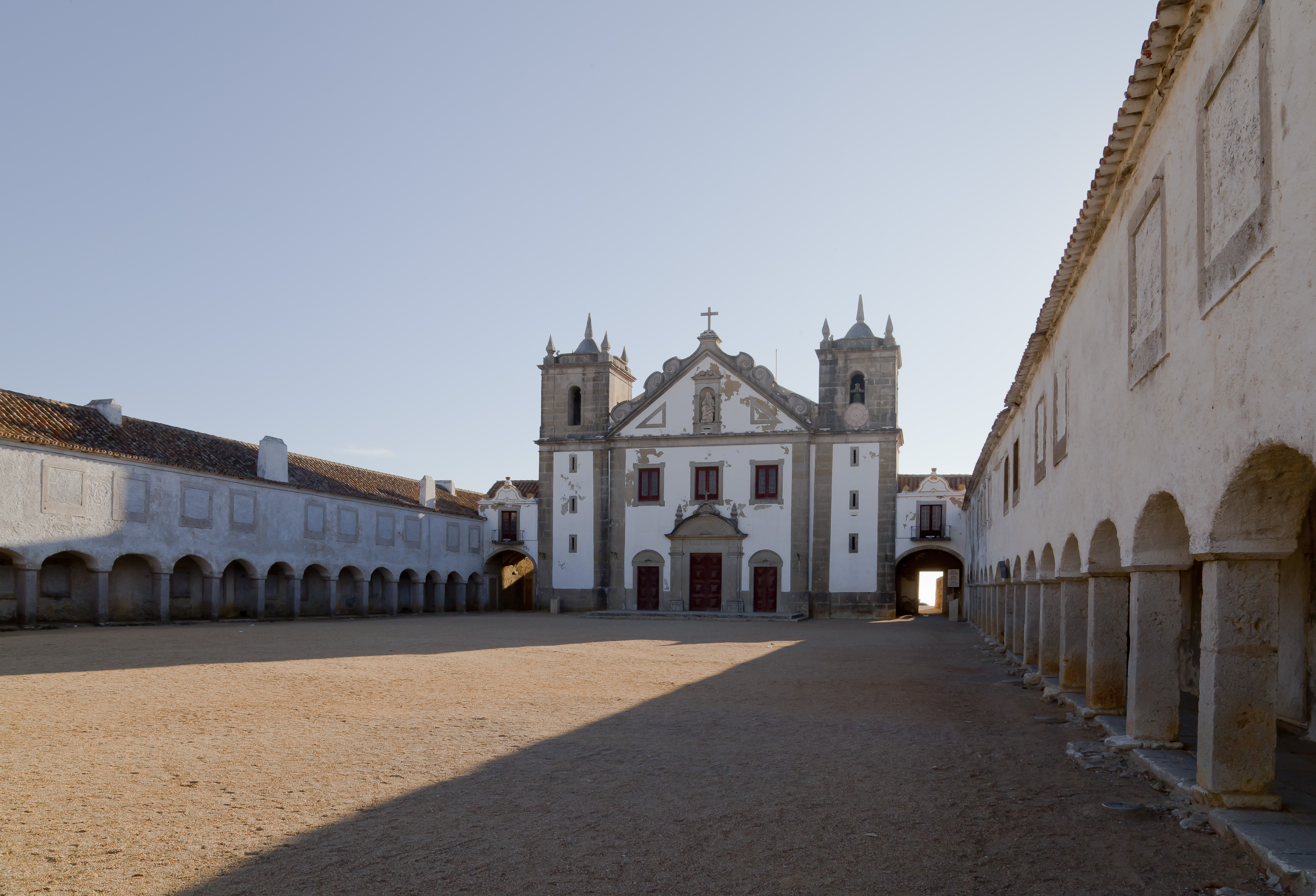
Fachada de la Iglesia de Nuestra Señora del Cabo.

- Iglesia de Nuestra Señora del Cabo.
- Ermita de la Memoria.
- Casa de los Peregrinos.
- Casa del Agua.
- Acueducto del Cabo Espichel.